# Море Беллинсгаузена
Мо́ре Беллинсга́узена — море в западной части Антарктики, у побережья Антарктиды, расположенное в Тихоокеанском секторе Южного океана. Площадь поверхности — 487 тыс. км².

## Общие сведения
Море носит имя русского мореплавателя Фаддея Беллинсгаузена, который первым исследовал эти места в 1821 году во время первой русской антарктической экспедиции. В море Беллинсгаузена расположен крупнейший остров Антарктики, Земля Александра I.
Море занимает территорию, вдоль западного побережья Антарктического полуострова между 57°18' з. д. и 102°20' з. д., к западу от Земли Александра I, к востоку от мыса Флайинг-Фиш на острове Терстон и южнее острова Петра I. Площадь поверхности — 487 тыс. км².
Зимой и в начале весны южного полушария море Беллинсгаузена полностью покрыто льдами. Солёность летом — около 33,5 ‰. Глубины — от 410 до 4470 метров, по другим данным до 4792 метров. Берег гористый, покрытый ледниками.